# Instituto Técnico Militar
Instituto Técnico Militar (antiguo «Colegio de Belén») fue diseñado por la empresa arquitectónica cubana de Morales & Compañía Arquitectos presidida por el ingeniero Luis Morales y Pedroso y cuyo arquitecto proyectista principal fue su hermano (Leonardo Morales y Pedroso) en 1925. Está situado en las calles 45 y 66, en Marianao, La Habana, Cuba. 

## Historia
El edificio fue construido para ser utilizado como el principal edificio del Colegio de Belén, que había estado abierto desde 1854 dentro del local del convento del mismo nombre en La Habana Vieja, pero el local llegó a ser inapropiado y mal situado debido al cambio de atmósfera en el vecindario y el crecimiento de la ciudad. 
Este proyecto ofreció a los Morales & Compañía Arquitectos un presupuesto ilimitado para diseñar una escuela religiosa, el Colegio de Belén controlado por los Jesuitas. 
El resultado es un edificio monumental de panoptical con una perpendicular neoclásica extensa de fachada a la capilla y cuatro gran patios con galerías de porticadas para ligarlo con cada uno de los nueve pabellones radiales. 
La apariencia es de monumento extremo que es apoyado en los recursos de diseño y las dimensiones excepcionales de los espacios. La estructura es construida del acero cemento-cubierto y el solado y el techo es cemento reforzado monolítico. 
La capilla tiene tres naves el ser de central más alto y más ancho, y tiene un fresco por Hipólito Hidalgo de Caviedes (1901–1994). Fue conocido como «El Palacio de la Educación». Es un Monumento Nacional de Cuba. 
En 1961, el gobierno cubano de Fidel Castro (un graduado anterior de Belén) confiscó todas escuelas privadas y religiosas en Cuba. Tiempo después, fue transformado en el Instituto Técnico Militar "José Martí", un centro de estudios superiores para la formación de oficiales militares de rango medio y alto del ejército cubano (FAR).

## Galería

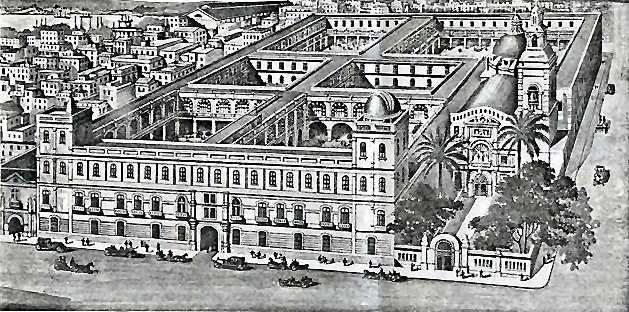
Colegio de Belén 1854-1925
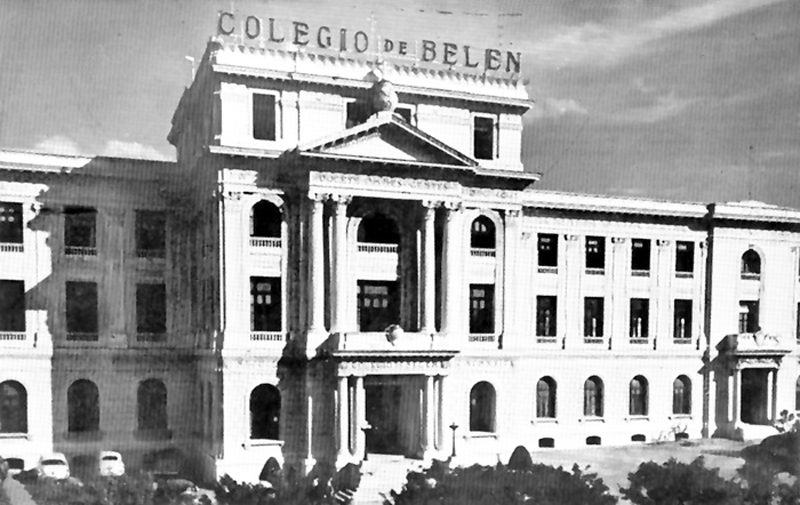
Entrada Frontal
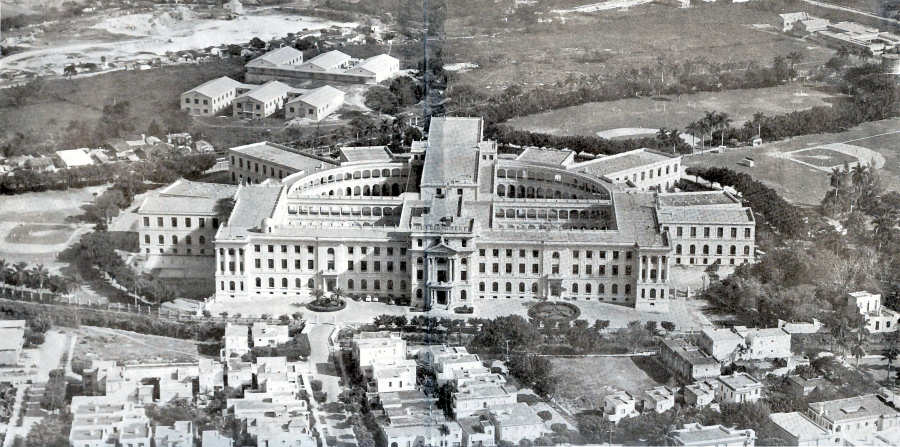
Vista aera de Belén
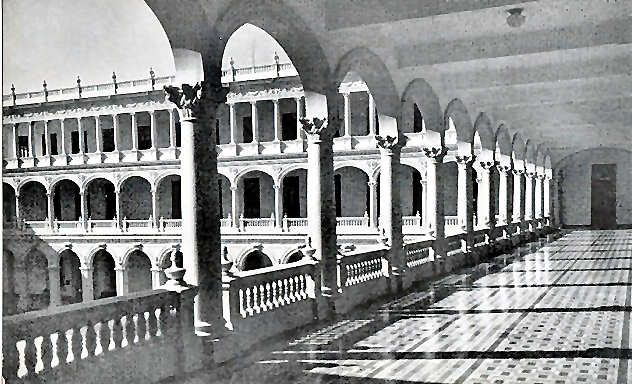
Pasillo del Colegio
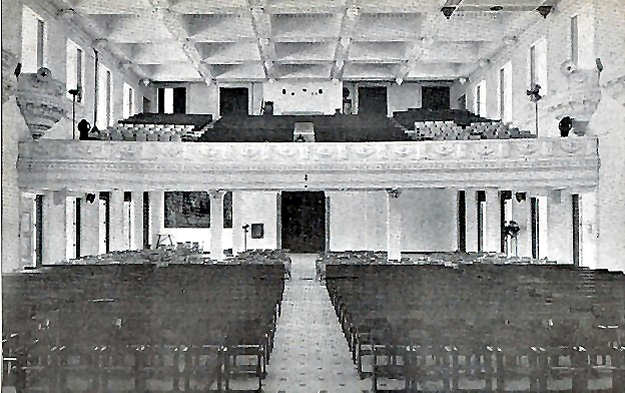
Auditorium
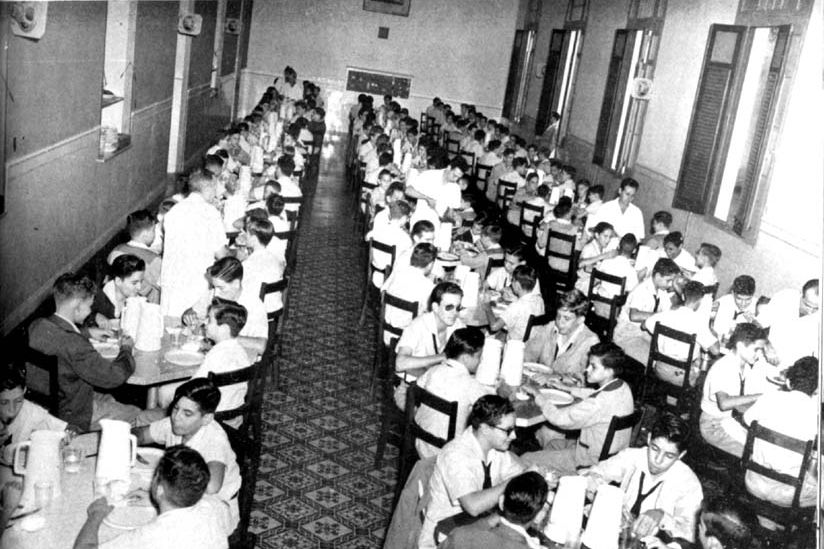
Cafetería
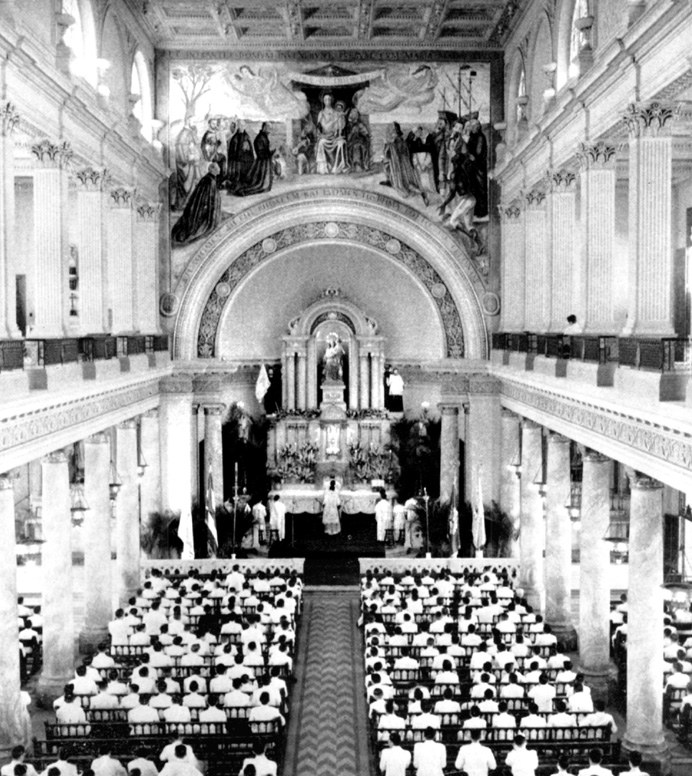
Capilla
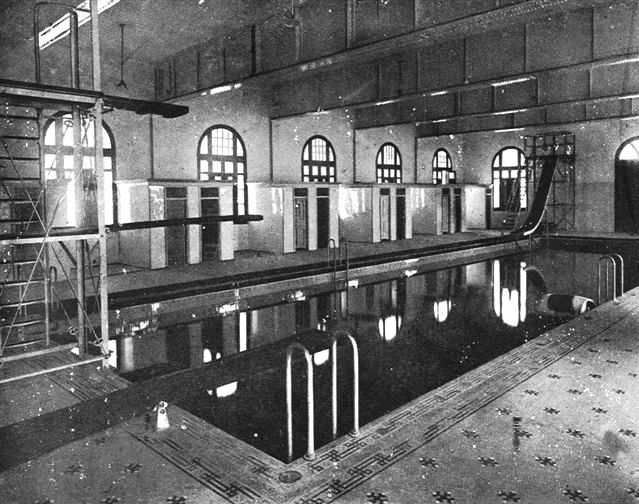
Piscina interior